# 克里斯托弗·戴维斯
克里斯托弗·戴维斯（英語：Christopher Davies，1946年6月29日—），英国男子帆船运动员。他曾代表英国参加1972年夏季奥林匹克运动会帆船比赛，联同罗德尼·帕蒂森获得一枚金牌。